# フクシマハルカ
フクシマ ハルカ（4月12日 - ）は、日本の漫画家。岡山県真庭市（旧真庭郡落合町）出身。

## 来歴
作陽短期大学卒業後、漫画専門学校に進む。
1999年（平成11年）、「さくらんぼ☆キッス」（なかよし増刊なつやすみランド、講談社）で活動を開始し、『おとなにナッツ』、『チェリージュース』などを執筆。2007年（平成19年）、ドイツ最大のアニメイベント「AnimagiC」でサイン会を開く。影響を受けた漫画として『うる星やつら』（高橋留美子）を挙げる。
東日本大震災被災者支援のチャリティ同人誌「pray for Japan」に描き下ろし漫画を執筆した。
2013年11月より、吉備川上ふれあい漫画美術館にて原画展を開催する。

## 作品リスト

### 連載
- おとなにナッツ（『なかよし』2000年6月号 - 2002年1月号）
  - おとなにナッツー（『なかよしラブリー』2008年秋の号 - 2009年春の号）
- ビビってむーちょ♥（『なかよし』2002年2月号 - 9月号）
- アイがなくちゃね!（『なかよし』2003年2月号 - 7月号）
- けだものだもの （『なかよしラブリー』2003年秋の号 - 2007年夏の号）
- チェリージュース（『なかよし』2004年7月号 - 2006年2月号）
- オレンジ・プラネット（『なかよし』2006年3月号 - 2007年12月号）
- AAA（『なかよし』2008年2月号 - 2009年4月号）
- ちよこれいと（『なかよし』2009年7月号 - 2010年6月号）
- 1年5組いきものがかり（『なかよしラブリー』2009年秋の号 - 2011年秋の号、『なかよし』2012年1月号 - 2013年2月号）
- キミノネイロ（『なかよし』2010年9月号 - 2011年12月号）
- 初恋少年少女（『なかよし』2013年6月号 - 2015年1月号） - 3ヶ月に1度掲載[4]。
- 彼は今、恋をしている。（『デザート』2013年9月号 - 2014年9月号） - 不定期掲載。
- 伯爵さまは甘い夜がお好き（『なかよし』2015年2月号 - 2016年1月号）
- 都会のトム&ソーヤ（原作：はやみねかおる、『少年マガジンエッジ』2016年1月号 - 2017年4月号） - 同名小説のコミカライズ。
- 好きしか言わない（『ベツコミ』2016年7月号 - 2017年3月号）
- 桜井芽衣の作り方（『ベツコミ』2017年7月号 - 2018年9月号）
- 未成年ごっこ（『&フラワー』2019年増刊春号 - 2021年33号） - 不定期掲載。
- 神様が私を推してくるんですが…（『ベツフラ』2020年9号[5] - 2021年14号[6]）
- 微炭酸なぼくら（『Palcy』2020年6月26日[7] - 2021年8月31日）
- 今宵恋してひとしずく（『ベツフラ』2021年20号 - 2022年2号）
- 南くんのネコはじめました。（『ベツコミ』2022年4月号[8] - 2023年4月号[9]、『ベツフラ』2022年6号[10][11] - 2023年2号）
- 30歳になったら結婚しよって言ったよな（『ベツフラ』2023年11号[12] - 連載中）

### 読切
- さくらんぼ☆キッス（『なかよし増刊 なつやすみランド』1999年）
- フォーチュン☆ケーキ（『なかよし増刊 ふゆやすみランド』2000年）
- しあわせさがして（『なかよし』2001年4月号）
- あたしだってキレイになりたい!（『なかよし』2002年3月号）
- 秘密だカンナ!（『なかよし』2002年10月号）
- きみはボクを好きになる!（『なかよし増刊 はるやすみランド』2003年4月号増刊）
- 少年人魚（『Chu♥Girl』2005年）
- CCC（『なかよし』2007年9月号）
- C－（シーマイナス）（単行本書き下ろし（AAAの最終回のその後））
- モーソー・キス（『ベツコミ』2013年3月号）
- 彼は今、恋をしている。（『デザート』2013年9月号）
- 星が降る（『ベツコミ』2013年11月号）
- 春休み神宮司君と（『ベツコミ』2014年4月号）
- キミを泣かせたい（『ベツコミ』2014年8月号）
- 朝まで2人（『ベツコミ』 2014年10月号）
- ハッカドロップ（『ベツコミ』2015年1月号）
- ココロコロコロコイゴコロ（『ベツコミ』2015年7月号）
- 水曜日、5時間目（『ベツコミ』2016年4月号 付録小冊子「恋、はじめちゃってもいいですか?」）
- 会いたくて 会いたくて 六条の御息所バージョン（『ハツキス』2016年9月号「あさきゆめみし」のトリビュート企画）
- 茜子さんの妄想は止められない（『&フラワー』2017年26号）
- はじめてなら何がいい?（『ベツコミ』2018年12月号）
- あたしの好きな藤本くん（『デラックスベツコミ』2018年12月号）
- いけないカノジョは真面目に恋がしたい（『ベツコミ』2019年2月号）
- キミじゃないキミが好き（『デラックスベツコミ』2019年2月号）
- 近距離センチメンタル（『デラックスベツコミ』2019年4月号）
- 王子様スイッチ（『デラックスベツコミ』2019年6月号）
- 放課後のボーイフレンド（『デラックスベツコミ』2019年8月号）
- [広島]家に帰るまでが初恋です。（『ベツコミ』2019年9月号）
- 僕と彼女と結婚と（『デラックスベツコミ』2019年10月号）
- さくら（原作：西加奈子、『ベツコミ』2020年11月号 別冊付録）
- 南くんのネコはじめました。（『ベツコミ』2022年4月号[13]）

## 書誌情報
リンクのある作品はそれを参照。

### 講談社コミックスなかよし
- おとなにナッツ（2001年 - 2002年刊、全4巻）
  - 第1巻併録「フォーチュン☆ケーキ」、第4巻併録「さくらんぼ☆キッス」
- ビビってむーちょ♥（2002年 - 2003年刊、全2巻）
  - 第2巻併録「秘密だカンナ!」「きみはボクを好きになる!」「あたしだってキレイになりたい!」
- アイがなくちゃね!（2003年刊、全1巻）
- けだものだもの（2004年 - 2007年、全3巻）
  - 第1巻併録「しあわせさがして」、第2巻併録「少年人魚」
- チェリージュース（2004年 - 2006年刊、全4巻）
- オレンジ・プラネット（2006年 - 2007年刊、全5巻）
- AAA（2008年 - 2009年刊、全4巻）
  - 第3巻併録「CCC」、第4巻併録「C－（シーマイナス）」
- おとなにナッツー（2009年刊、全1巻）
- ちよこれいと（2009年 - 2010年刊、全3巻）
- 1年5組いきものがかり（2010年 - 2013年刊、全6巻）
  1. 2010年6月4日発売、ISBN 978-4-06-364271-1
  2. 2011年4月28日発売、ISBN 978-4-06-364307-7
  3. 2012年3月6日発売、ISBN 978-4-06-364342-8
  4. 2012年7月6日発売、ISBN 978-4-06-364356-5
  5. 2012年11月6日発売、ISBN 978-4-06-364366-4
  6. 2013年3月6日発売、ISBN 978-4-06-364376-3
- キミノネイロ（2010年 - 2011年刊、全4巻）
- 初恋少年少女（2014年刊、全2巻）
  1. 2014年3月13日発売、ISBN 978-4-06-364418-0
  2. 2014年12月26日発売、ISBN 978-4-06-364453-1
- 伯爵さまは甘い夜がお好き（2015年 - 2016年刊、全3巻）
  1. 2015年5月13日発売、ISBN 978-4-06-364469-2
  2. 2015年10月13日発売、ISBN 978-4-06-364484-5
  3. 2016年2月12日発売、ISBN 978-4-06-391501-3

### 講談社コミックスデザート
- 彼は今、恋をしている。（2014年9月12日発売、ISBN 978-4-06-365786-9、全1巻）

### マガジンエッジKC
- 都会のトム&ソーヤ（原作：はやみねかおる、2016年 - 2017年刊、全3巻）

### KCデラックス
- 微炭酸なぼくら（2020年 - 2021年刊、全2巻）
  1. 2020年12月11日発売[7]、ISBN 978-4-06-521826-6
  2. 2021年9月13日発売[14]、ISBN 978-4-06-524864-5

### ベツコミフラワーコミックス
- キミを泣かせたい（2014年12月26日発売、ISBN 978-4-09-136413-5）
  - 併録「春休み神宮司君と」、「モーソー・キス」、「星が降る」、「朝まで２人」
- 好きしか言わない（2016年 - 2017年刊、全2巻）
  1. 2016年11月25日発売、ISBN 978-4-09-138698-4
  2. 2017年4月26日発売、ISBN 978-4-09-139119-3
- 桜井芽衣の作り方（2017年 - 2018年、全3巻）
- さくら（原作：西加奈子、2020年10月26日発売、ISBN 978-4-09-871149-9）

### ベツコミフラワーコミックスα
- 未成年ごっこ（2020年 - 刊行中、既刊1巻）
  1. 2020年6月26日発売、ISBN 978-4-09-870887-1

### アンソロジー
- 恋は、けだもの。（2009年8月10日発売、KCデラックス、ISBN 978-4-06-375770-5）
  - 「アイドルだよ!けだものだもの」収録。
- 初恋楽園（2015年7月24日発売、フラワーコミックス、ISBN 978-4-09-137746-3
  - 「朝まで二人。」収録。